# Blinky Palermo
Pour les articles homonymes, voir Palermo.
Blinky Palermo, de son vrai nom Peter Schwarze, adopté sous le nom de Peter Heisterkamp, né le 2 juin 1943 à Leipzig et mort le 18 février 1977 à Malé, est un artiste contemporain allemand.

## Biographie
Peter Schwarze et son frère jumeau Michael sont adoptés enfants par la famille Heisterkamp dont ils prennent le nom. En 1962, Peter s'inscrit à l'Académie des beaux-arts de Düsseldorf, où il étudie avec Joseph Beuys. En 1964, il prend le pseudonyme de Blinky Palermo, du nom d'un mafieux italo-américain, organisateur de combats de boxe. En 1968, il expose à la galerie Heiner Friedrich de Munich. En 1970, il se rend à New York avec Gerhard Richter et s'y installe en 1973. En vacances aux Maldives sur l'île de Kurumba en 1977, Palermo meurt à l'âge de 33 ans d'une cause inconnue (mais souvent attribuée à son usage de drogues). Son frère Michael Heisterkamp est l'unique héritier et propriétaire des droits d'auteur de Palermo.

## Œuvres
L'œuvre de Blinky Palermo, constructiviste et minimaliste, est inspirée du mouvement Colorfield Painting, et d'artistes tels que Barnett Newman, Mark Rothko, Clyfford Still ou Ad Reinhardt.